# Casa Canudas del Prat
La casa Canudas del Prat és un edifici de l'Espunyola (Berguedà) inclòs a l'Inventari del Patrimoni Arquitectònic de Catalunya.

## Descripció
És una masia de planta rectangular estructurada en planta baixa i dos pisos superiors coberta a dues aigües de teula àrab i el carener paral·lel a les façanes de migdia i tramuntana. Destaquem l'àmplia galeria d'arcs de mig punt centrats a la façana, constituint-se com l'eix de simetria per a la distribució de les obertures. A tramuntana la façana presenta la mateixa regularitat pel que fa a les obertures però la porta d'entrada, un gran arc de mig punt adovellat, resta descentrat. L'exterior està totalment arrebossat.

## Història
La masia és documentada des del segle xviii, però aleshores es coneixia amb el nom de Mas Ricarts; fou durant aquest segle que una pubilla de la masia es va casar amb un fill de la masia de Canudas de la parròquia de St. Pau de Casserres i en poc temps la masia es conegué amb el malnom de Canudas del Prat. En el fogatge de 1553 hi figura Miquel Canudes al Mas Ricarts.